# サンパウロeプリ
サンパウロeプリ（英: São Paulo ePrix ）は、ブラジルのサンパウロ市街地で行われるフォーミュラE世界選手権レースの1戦である。

## 概要
2022年6月に開催契約が結ばれ、2022-23年の第6戦として行われた。過去にインディカー・シリーズで使われたサンパウロ市街地コースを舞台にしている。また、2017-18年のカレンダー候補にも載っていたが、開催が見送られた経緯もある。

## 過去の結果
| 年           | サーキット             | 勝者             | エントラント                              |
| ------------ | ---------------------- | ---------------- | ----------------------------------------- |
| 2023         | サンパウロ市街地コース | ミッチ・エバンス | ジャガー・TCS・レーシング                 |
| 2024（3月）  | サンパウロ市街地コース | サム・バード     | ネオム・マクラーレン・フォーミュラEチーム |
| 2024（12月） | サンパウロ市街地コース | ミッチ・エバンス | ジャガー・TCS・レーシング                 |